# Дзельниця (гміна Черневіце)
Дзельниця (пол. Dzielnica) — село в Польщі, у гміні Черневиці Томашовського повіту Лодзинського воєводства.
Населення — 39 осіб (2011).
У 1975-1998 роках село належало до Пйотрковського воєводства.

## Демографія
Демографічна структура станом на 31 березня 2011 року:
|          | Загалом | Допрацездатний вік | Працездатний вік | Постпрацездатний вік |
| -------- | ------- | ------------------ | ---------------- | -------------------- |
| Чоловіки | 28      | 5                  | 20               | 3                    |
| Жінки    | 11      | 1                  | 5                | 5                    |
| Разом    | 39      | 6                  | 25               | 8                    |